# Мистер мама
«Мистер мама» (англ. Mr. Mom) — американский художественный фильм 1983 года, комедийная драма, снятая режиссёром Стэном Дрэготи. Картина имеет и другое название — «Мистер мамочка».
Главные роли в этом фильме исполнили Майкл Китон, Тери Гарр, Мартин Мулл, Кристофер Ллойд и другие известные артисты. Премьера фильма состоялась 22 июля 1983 года в США.

## Сюжет
Действие происходит в одной из обычных американских семей. Папа работает на заводе инженером, а мама в рекламном агентстве. В семье есть трое детей, которые требуют заботы.
Но вот грядут перемены — папу увольняют с работы, а мама наоборот получает новую высокооплачиваемую должность. Но теперь она не может уделять детям столько времени как раньше. Но выход есть — домохозяйкой становится отец детей. Но не всё у него получается, зато фильм наполняется множеством комичных моментов.
Джек обнаруживает, что забота о детях и уход за домом — это довольно сложное занятие, и он просит помощи других домохозяек по соседству. В конце концов, он добивается успеха, хотя немного и отвлекается на кокетливую Джоан (соседку и подругу Кэролайн), он начинает чувствовать себя ограниченным домашними делами.
Между тем, Кэролайн сталкивается с трудностями в рабочей среде: её домашние дела ставят под угрозу её положение руководителя, а её босс намеревается по-своему с ней разобраться. Тем не менее, женщина, решает непростую ситуацию важного клиента, и представитель клиента хочет, чтобы она улетела в Лос-Анджелес, чтобы помочь снять рекламный ролик, и в то же время бывший работодатель Джека приглашает его на собеседование на старую работу. Но бывший начальник Джека, Джинкс Лэтэм, предал свою репутацию и теперь читает работникам лекции по грязным практикам обмана и уловок.
Босс Кэролайн, Рон Ричардсон, пытается убедить её оставить Джека и выйти за него замуж, в то время как Джоан продолжает пытаться соблазнить Джека. После съемки рекламного ролика в Лос-Анджелесе, Кэролайн отдыхает в своей ванной. Рон пробирается к ней с шампанским. Вернувшись домой, Джек пытается позвонить жене, чтобы дети могли поговорить с ней, но отвечает Рон и вешает трубку, заставляя Джека думать, что у неё с ним роман. На самом же деле Кэролайн отвергает Рона и уходит с работы.
На следующий день Кэролайн неожиданно возвращается, они с Джеком обсуждают свои размолвки, и воссоединяются, как более сильная пара. Рон просит Кэролайн вернуться в его компанию, так как клиент думает, что только она сможет правильно работать с его делом. Тем не менее, она пропускает встречу с клиентом и проводит время со своими детьми. Джека наконец восстанавливают на работе на лучших условиях. На телевидении транслируется рекламный ролик, созданный Кэролайн.

## В ролях
- Майкл Китон — Джек, папа
- Тери Гарр — Кэролайн, мама
- Мартин Малл — Рон Ричардсон
- Энн Джиллиан — Джоан
- Кристофер Ллойд — Ларри
- Бриттэни Уайт — Меган
- Кортни Уайт — Меган
- Талесин Джаффе — Кенни
- Фредерик Колер — Алекс
- Джеффри Тэмбор — Джинкс
- Грэхам Джарвис — Хамфрис
- Мириам Флинн — Аннет
- Кэролайн Сеймур — Ева
- Патти Дойч — Дэли

## Съёмочная группа
- Автор сценария: Джон Хьюз
- Режиссёр: Стэн Драготи
- Продюсеры: Линн Лоринг, Хэрри Коломби и Лорен Шулер
- Оператор: Виктор Джей Кемпер
- Композитор: Ли Холдридж
- Художник: Элфред Суини
- Монтаж: Патрик Кеннеди